# Погибко Опанас Іванович
Опанас Поги́бко (*15 травня 1857, Оробіївка. — 4 листопада 1939) — український вчений-агроном, виноградар, організатор перших досліджень з меліорації земель у Молдові. Член Одеської Громади. Листувався з М. М. Коцюбинським.

## Біографія
Народився в родині станового козака Івана Погибка у Прилуцькому повіті — колишній Варвинській сотні Прилуцького полку. Навчався у Полтавській Духовній семінарії, де став членом гуртка українофілів-соціалістів Миколи Троцького. У зв'язку з цим заарештований 1879, але того ж року звільнений під заставу 4 тисячі рублів.
Закінчив природниче відділення фізико-математичного факультету Новоросійського (Одеського) університету. В Одесі стає активними членом українського національного руху, одним із братчиків Одеської Громади.
Перша наукова робота О. І. Погибка «Звіт про огляд виноградників в Тираспольському повіті…» вийшла в 1884 році за висновками поїздки у Придністров'я та Бессарабію, а в наступному 1885 році вийшла книга «Філоксера — винищувачка виноградників».
В 1885 році отримав відрядження до Румунії та Угорщини для продовження своїх наукових досліджень.
Повернувся О. І. Погибко в Тираспольський повіт в 1888 році для боротьби з новими захворюваннями виноградників та організації дослідних ділянок виноградарства по річках Дністер, Прут та Дунай.
В 1889 году О. І. Погибко — експерт-розпорядник Кримського філоксерного комітету. А в 1892 году повертається в Бессарабію, де працює у філоксерній партії. З 1892 по 1894 — керівник філоксерної комісії на виноградниках Молдови, у складі якої працював відомий український письменник Михайло Коцюбинський. На роботу розпорядником комісії Коцюбинський влаштувався завдяки зв'язкам з відомим українським бібліографом Михайлом Комаровим, що теж, як і О.Погибко, був членом Одеської Громади. У часи совєцької окупації України у журналі «Життя і революція» було опубліковано спогади односельців О. Погибка про автора «Тіней забутих предків». Цих селян Погибко залучав до роботи у філоксерній комісії, аби допомогти їм утримувати сім'ї, порятувати від неурожаю і голоду. Слід додати, що під орудою О. Погибка працювала на той час низка учасників нелегальної політичної організації «Братство тарасівців» (М.Міхновський, В.Андрієвський, В. Боржковський, В. Боровик, М. Коцюбинський). 1895—1896 роки — редагує Одеський журнал «По морю и суше», на сторінках якого, між іншим, друкується і М. Коцюбинський (російський переклад його оповідання «Помстився»).
До жовтневого перевороту Опанас Іванович завідував Одеськими полями зрошення.
Одружився Опанас Іванович з дочкою дійсного члена Імператорського товариства сільського господарства південної Росії Анною Максимовою, яка працювала в Одеській бібліотеці. В 1895 році у них народився син Володимир, який загинув у роки громадянської війни, в 1899 народилась дочка Олена, яка закінчивши гімназію, працювала в бібліотеці (своїх дітей не мала, жила в Одесі, померла у 70-х роках), і в 1900 році народився молодший син Микола, який навчався на математичному відділі фізико-математичного факультету Новоросійського університету та закінчив освіту на факультеті будівництва Одеського політехнічного інституту.
В 1921 році О. І. Погибко залишає в Одесі пост заступника голови Вищих сільськогосподарських курсів (нині сільгоспінститут), одним із засновників яких він був, залишає пост консультанта з агрономічних питань при земельному відділі Одеської міської управи, залишає посаду спеціаліста з городництва в Одеському Губземвідділі і стає ініціатором організації в Тирасполі меліоративного товариства, ставши його першим головою. Саме тут він здійснює свою ідею меліорації земель Придністров'я. Незабаром товариство було перетворено в Тираспольське сільськогосподарське меліоративне кредитно-кооперативне товариство, де Опанас Іванович керував меліоративними роботами. Вже в 1930 році було зрошено 1100га.
У листопаді 1930 року О. І. Погибко організував Молдавську меліоративну дослідницьку станцію на базі своєї садиби. Через три роки вона була перетворена на Молдавську плодоовочеву виноградну зрошувальну станцію, де Погибко О. І. завідував агрометеорологічним відділом. В подальшому це став Придністровський науково-дослідний інститут сільського господарства.
Опанас Іванович Погибко опублікував 57 своїх наукових і науково-популярних робіт та присвятив своє життя перетворенню придністровських плавней, розвитку меліорації цього краю.
Помер 4 листопада 1939 року та похований на кладовищі Калкатової балки в Тирасполі. На будівлі теперішнього НВО «Дністер» висить меморіальна дошка «Тут з 1930 по 1939 роки працював видатний учений-агроном, організатор перших досліджень з меліорації земель в Молдавії Опанас Іванович Погибко»